# ジョインベスト証券
ジョインベスト証券株式会社（ジョインベストしょうけん）は、野村ホールディングス傘下で、かつて存在したネット証券会社。

## 概略
野村ホールディングスが、既存のネット証券への対抗策としてインターネット証券会社を構想し具現化させた会社である。
かつては投資信託や外貨MMFの販売に限定した「野村ファンドネット証券（FN）」を1998年に設立し、オンライントレードやコールセンターで取引を受け付けていた。後に日経225先物取引などの取扱いも開始したが、自己資本比率の低下により2003年にFN社の証券業部門を野村證券へ分割吸収され、支店と同じ証券総合サービスが受けられる「野村證券ほっとダイレクト部」に改組された経緯がある。
ジョインベスト証券の創業にあたっては、ネット証券取引層への浸透を図るため、あえて社名に「野村」ブランドを冠さなかった。社名はinvest（投資する）にjoy（喜び）、join（参加する）を結びつけ、投資に参加することの充実感・満足感を得られる機会をお客様に提供するというミッションを表現した。開業当初に手数料は「業界最低水準を目指す」としていた。また、口座開設後に一定額の入金（MRF買いつけ）を行う事で現金5千円をMRF口座に贈呈するキャンペーンが行われた。口座数は2008年10月で約29万口座である。

### 創業
元々は、野村サテライト株式会社という野村證券に関するPR番組や投資情報番組などを制作する会社で、2005年3月まで野村證券が企画元の「どきどき わくわく お金の話」等を制作していた。2005年4月に、映像制作を野村證券本体へと統合したため（ビジュアル・コンテンツ業務部）、一時は休眠会社となっていた。
野村は、2005年11月25日に休眠会社であった野村サテライト株式会社の商号を、ジョインベスト証券設立準備株式会社に変更。2006年3月15日、証券業登録と同時に商号をジョインベスト証券株式会社に変更。2006年3月27日にカスタマーサポートの受け付けを開始し、2006年5月14日から口座受付を開始。そして、2006年5月28日より本格営業を開始した。登録番号・関東財務局長（証）第260号。

### サービス改定と事業動向
ジョインベスト証券の営業開始以降、業界最低水準の取引手数料水準を前面に出していたが、開業した2006年時点で日本国内の株式市場全体の口座数が頭打ち状態となっていた上、2007年からはサブプライム問題などによる市場環境悪化などがあり、頼みとしていた個人投資家による取引が伸び悩むことになった。このため、手数料収入の減少に苦しむことになり、2008年6月13日にはサービスの強化と値上げを発表し、業界最低水準の手数料体系から一線を画す方針へシフトした。
この時の手数料変更は、猶予期間がわずか2週間であった上、プランによっては10倍以上の手数料値上げになるような料金変更であり、個人利用者から多くの批判を呼んだ。
2008年8月に発表された開示情報により、2007年度は84億の赤字であることが判明する。
2009年1月27日に行われた野村ホールディングス株式会社の決算発表において、野村證券との統合について検討を開始することが公表された。

### 野村證券との統合
個人投資家の取引が伸び悩むなか、ネット証券としては後発で赤字が続いたこともあり、野村證券に吸収合併され、サービスが統合されることが、同年9月18日に発表された。2009年11月23日に、野村證券に吸収合併されて、解散した。ジョインベスト証券のサービスは、野村證券において、統合当初は「野村ジョイ」、現在は「野村ネット＆コール」という名称でサービスが継続されている（ただし、一部取扱商品の削減、手数料の値上げがあった）。

## トラブル
2008年10月の東京市場は、サブプライムローン問題やリーマン・ブラザーズの破綻などによる金融危機で、バブル景気崩壊後の最安値を更新するなど、乱高下が続いていた（リーマン・ショック）。そうしたなか、10月16日には約定通知が遅れるトラブルが発覚。数時間単位ではなく2日にも及ぶ遅延で、しかも、画面上は「失効」と表示されていた。その間の10月16日には、日経平均株価が戦後2番目の下落率となったため、約定通知が遅れた顧客の大半に損失が生じた。
この問題に対して、当初ジョインベスト証券は、発生する損失に対する補償は行わず、不足金が発生し入金が必要となる場合は入金をすること、この件に関する問い合わせは10月17日正午までとする、というリリースを発表した。この会社側の対応に、顧客からは多くの苦情が寄せられた。
10月25日になって、初めて当該約定の取り消しを認めたが、約定があるのを認識しながら連絡を怠ったことや、約定の取り消しに応じかねるとした対応を取っていたことが、金融商品取引法第40条第2号に基づく金融商品取引業等に関する内閣府令第123条第8号に規定する「顧客の有価証券の売買その他の取引等に関し、受渡状況その他の顧客に必要な情報を適切に通知していないと認められる状況」に該当するとされ、金融庁から11月12日に業務改善命令が出された。
これを受け、同日ジョインベスト証券は社内処分を発表した。
2009年2月には法令等違反行為が認められたとして、日本証券業協会から処分及び勧告を受けている。

## メンテナンス
定期メンテナンスは、毎週土曜日の23時から翌朝6時に行われていた。それ以外に、臨時メンテナンスも行われていた。